# آرون ورگیفکر
آرون ورگیفکر (انگلیسی: Aarón Wergifker; ۱۵ اوت ۱۹۱۴ – ۲۹ ژوئن ۱۹۹۴) بازیکن فوتبال اهل برزیل بود.
از باشگاه‌هایی که در آن بازی کرده‌است می‌توان به باشگاه فوتبال ریور پلاته اشاره کرد.
وی همچنین در تیم ملی فوتبال آرژانتین بازی کرده‌است.